# Stemonyphantes lineatus
Stemonyphantes lineatus es una especie de araña araneomorfa del género Stemonyphantes, familia Linyphiidae. Fue descrita científicamente por Linnaeus en 1758.
Se distribuye por Europa, Cáucaso, Rusia (Europa a Siberia del Sur), Kazajistán, Asia Central y China. El cuerpo del macho mide aproximadamente 4-5 milímetros de longitud y el de la hembra 4,5-7 milímetros.